# Gatas Parlament
Gatas Parlament è un duo musicale norvegese formatosi nel 1993. È attualmente costituito dai musicisti Jester e Elling Borgersrud.

## Storia del gruppo
Holdning over underholdning (2001), primo album in studio del gruppo, ha esordito alla 10ª posizione della VG-lista. Il disco successivo Fred, frihet & alt gratis (2004), invece, ha fatto l'entrata nella classifica all'8º posto.
Con Kidsa har alltid rett (2008), quarto LP, hanno ottenuto il loro terzo ingresso nella top ten norvegese. L'anno successivo viene reso disponibile l'EP d'esordio, dal titolo Counter Strike EP, divenuto il loro primo ingresso nella top ten della hit parade nazionale.

## Formazione
Attuale
- Jester
- Elling Borgersrud

Ex componenti
- Aslak Borgersrud
- Don Martin

## Discografia

### Album in studio
- 2001 – Holdning over underholdning
- 2004 – Fred, frihet & alt gratis
- 2005 – Situation Normal All Fucked Up
- 2008 – Kidsa har alltid rett
- 2008 – Apocalypso
- 2009 – Jester & Don Martin sikter på månen og lander på taket
- 2011 – Dette forandrer alt
- 2016 – Hold det realt

### EP
- 2009 – Counter Strike EP
- 2017 – Velkommen hjem

### Singoli
- 2016 – Paragraf 127 (feat. Jan Steigen & Lotus)
- 2017 – Vål'enga jenter
- 2018 – Kattungen dø (feat. Per Vers & Natasha Angel)
- 2019 – Rulle med oss
- 2020 – Labyrinten (con Ego e Postal)
- 2020 – Sloss for i morra
- 2021 – Streikevakt
- 2022 – Eddie Corone
- 2023 – Feil lukt og feil farge (feat. Berg 4070)
- 2023 – Leve Palestina
- 2024 – Ro ro din båt (con Big Wolv e Quizzyo)